# Medal „Za zasługi w podboju kosmosu”
Medal „Za zasługi w podboju kosmosu” (ros. Медаль «За заслуги в освоении космоса») – jednoklasowe odznaczenie Federacji Rosyjskiej nadawane za zasługi w podboju i wykorzystaniu przestrzeni kosmicznej.
Medal został ustanowiony 7 września 2010 dekretem prezydenta Federacji Rosyjskiej Dmitrija Miedwiediewa.

## Zasady nadawania
Medal jest przyznawany obywatelom Federacji za osiągnięcia w dziedzinie badań, podboju i wykorzystania przestrzeni kosmicznej, znaczący wkład w rozwój techniki rakietowej, przygotowaniu kadr, realizacji projektów zmierzających do realizacji międzynarodowych programów, jak również za inne osiągnięcia w działalności kosmicznej w celu kompleksowego rozwoju społeczno-gospodarczego Federacji Rosyjskiej, wzmocnienia jej obronności i wspierania interesów narodowych a także rozszerzenia współpracy międzynarodowej.
Medal może być przyznawany cudzoziemcom za ich wybitne osiągnięcia w rozwoju przemysłu kosmicznego w Federacji Rosyjskiej.
Medal nosi się na lewej piersi z innymi odznaczeniami Federacji Rosyjskiej pod medalem "Za rozwój kolei żelaznych".

## Opis odznaki
Medal stanowi owalny krążek o średnicy 32 mm wykonany ze srebra o wypukłej obustronnie krawędzi.
Na awersie znajduje się tłoczony wizerunek rakiety kosmicznej R-7 podczas pierwszego startu oraz trzy czteroramienne gwiazdki. Na odwrocie znajduje się napis „ЗА ЗАСЛУГИ В ОСВОЕНИИ КОСМОСА” a pod nim – numer kolejny medalu.
Medal połączony jest za pomocą uszka i pierścienia ze wstążką z dwoma niebieskimi paskami o białych krawędziach oraz jednym granatowym pasku pośrodku, ograniczonym z obu stron białymi paskami. Szerokość wstążki – 24 mm.